# Римский, Геннадий Васильевич
 Римский Геннадий Васильевич  (бел. Генадзь Васілевіч Рымскі; 19 сентября 1936 года, Сталинград, РСФСР — 23 августа 2000 года, Минск, Беларусь) — белорусский учёный в области технической кибернетики, поэт, переводчик художественной литературы. Доктор технических наук (1981), профессор (1981). Член-корреспондент Национальной академии наук Беларуси (1996). Член Белорусского литературного союза «Полоцкая ветвь» с 1997 года.

## Биография и научная карьера
Родился в семье инженера-тракторостроителя и учительницы русского языка. В 1942 году семья была эвакуирована в Барнаул, затем в Свердловск. В 1946 году отца послали в Минск на восстановление тракторного завода. В 1954 году Геннадий Римский окончил среднюю школу, в 1959 году — Высшее военно-морское инженерное радиотехническое училище, Гатчина.

С 1960 года — старший инженер, старший инженер-конструктор, главный инженер лаборатории Института математики и вычислительной техники АН БССР.

С 1965 года по 1970 год — главный инженер, старший научный сотрудник, заведующий лабораторией Института технической кибернетики (ИТК) АН БССР (сейчас в составе Объединённого института проблем информатики НАН Беларуси).

С 1970 года по 1985 год — доцент, заведующий кафедрой, профессор Минского радиотехнического института.

В 1972—1973 годах проходил научную стажировку в Джорджтаунском (Вашингтон) и Калифорнийском (Лос-Анджелес) университетах.
В период с 14 сентября 1979 по 10 января 1985 гг. Римский возглавлял кафедру конструирования и производства электронно вычислительной аппаратуры Минского радиотехнического института.

В 1980 году в Московском высшем техническом училище им. Н. Э. Баумана защитил докторскую диссертацию на тему «Общая теория корневых траекторий и автоматизация исследований систем управления на её основе».

С 1985 года — заведующий лабораторией Института технической кибернетики АН Беларуси, с 1994 года — начальник отдела технических и военных наук Государственного высшего аттестационного комитета Республики Беларусь.

В 1996 года Г. Римскому была присвоена учёная степень члена-корреспондента Национальной академии наук Беларуси.

## Научные достижения
Геннадий Римский осуществлял научные исследования в области технической кибернетики. Он предложил общую теорию корневых траекторий систем автоматического управления (САУ), методы и средства автоматизации их проектирования.

Вместе с тем, Г. Римский разработал и математический аппарат построения и преобразования корневых годографов систем, параметры которых изменяются в произвольных пределах по заданным законам. Он предложил совершенно новый класс точных (корневых) методов исследования устойчивости и качества нелинейных систем автоматического управления.

Геннадий Римский также разработал основы построения интеллектуальных комплексов автоматизированного проектирования, отличающихся коллективной работой пользователей, гибкими технологиями проектирования, интеллектуальными решателями задач.

В 1995 году Геннадий Римский стал лауреатом Премии НАН Беларуси за цикл монографий по общей теории корневых траекторий систем управления и автоматизации их проектирования.

Геннадий Римский был признан в сфере науки «Человеком года 1997» в республике.

Геннадий Римский является автором более 330 научных работ, в том числе 7 монографий, 30 изобретений, 13 патентов на промышленные образцы.

Создал научную школу из 19 кандидатов и двух докторов наук. Организовал сеть экспертных советов, их взаимодействие с коллегами из России, Украины и других стран СНГ, подготовил ряд важнейших аналитических и нормативных документов по аттестации научно-педагогических кадров высшей квалификации.

Награждён медалью.

## Литературная деятельность
Геннадий Римский увлекся поэзией ещё в ранней юности, школьные учителя даже прочили ему карьеру филолога. Однако судьба распорядилась иначе, но тяга к поэзии и её носителям осталась у Г. Римского на всю жизнь. Будучи русским по происхождению, он горячо полюбил белорусскую поэзию и хотел познакомить с её лучшими образцами русского читателя. Так на свет появилась «Антология белорусской лирики XIX—XX веков» в переводах Геннадия Римского, в которую вошли произведения корифеев белорусской поэзии Максима Богдановича, Якуба Коласа, Янки Купалы, Геннадия Буравкина, Василия Зуёнка, Владимира Короткевича, и тех, чье творчество было особенно близко переводчику — Сергея Граховского, Владимира Дубовки и других авторов: Змитрок Бядуля, Михась Чарот, Валерий Моряков, Тодор Кляшторный, Юлий Таубин, Валентин Тавлай, Алесь Звонак). 

«Поэтическая лирика — самая яркая, наиболее эмоциональная страница поэзии, поскольку в её основе лежат сильнейшие человеческие чувства, поэтому лирическая поэзия — самая высокая планка литературы любого народа, и белорусская лирика не является исключением. Белорусская литература — мощный пласт мировой литературы», — писал Геннадий Васильевич. 

Публиковаться в газетах Г. Римский начал в 1959 году. А с художественными переводами — с 1994 года. В 1998 году в Москве в издательстве «Русский Двор» вышла его книга переводов «Белорусская лирика XIX—XX веков». 

В 1997 году вступил в ряды Белорусского литературного союза «Полоцкая ветвь».

Посмертно в 2000 году то же московское издательство «Русский Двор» выпустило в свет собственную книгу поэзии Геннадия Римского «Я есть!».
Незадолго перед смертью Геннадий Римский обрёл ещё одно членство — был принят в Союз белорусских писателей. 

В 2001 году минское издательство «Беларускі кнігазбор» выпустило расширенный и дополненный вариант книги переводов Г. Римского «Антология белорусской лирики XIX—XX веков». 

Затем посмертно то же минское издательство выпустило в свет историческую повесть «Последние дни Солдайи» (2002), роман в стихах «Поэзия науки» (2003), сборники лирики «Я люблю» (2007), «Параллельные миры» (2004). 

А в 2010 году поэтическая подборка, биография и библиография поэта были помещены в литературную Антологию «Белорусский литературный союз «Полоцкая ветвь»: 1994—2009 годы». 

Публиковался со стихами в газетах «Знамя Юности» (в том числе под псевдонимами Г. Корсаков и Г. Фалеев), «Вестник культуры», «Импульс». Выступал с предисловиями к книгам поэзии других авторов (например, к сборнику лирики М. Рассолова «Ромашки луговые»), с теоретическими трудами по лингвистике (например, труд «Фразеологическая информационно-поисковая система литературного применения», Мн., 1998).

#### Научные труды
- Основы общей теории корневых траекторий систем автоматического управления. Мн., 1972.
- Автоматизация анализа динамических систем на основе общей теории корневых траекторий. Мн., 1973.
- Автоматизация исследований динамических систем. Мн., 1978 (совм. с В. В. Таборовцом).
- Теория систем автоматизированного проектирования: Интеллектуальные САПР на базе вычислительных комплексов и сетей. Мн., 1994.